# No More Orchids
No More Orchids is een Amerikaanse dramafilm uit 1932 onder regie van Walter Lang. De film werd destijds in Nederland uitgebracht onder de titel Het raadselachtige vrouwtje.

## Verhaal
De Amerikaanse bankiersdochter Annie Holt is uitgehuwelijkt aan een Europese prins. Hun huwelijk moet de failliete bank van haar vader redden. Tijdens een scheepsreis wordt Annie zelf verliefd op Tony Gage. Haar ouders zijn gecharmeerd door de jongeman, maar ze krijgen daardoor ruzie met haar grootvader.

## Rolverdeling
| Acteur             | Personage     |
| ------------------ | ------------- |
| Carole Lombard     | Annie Holt    |
| Lyle Talbot        | Tony Gage     |
| Walter Connolly    | Bill Holt     |
| Louis Closser Hale | Oma Holt      |
| Allen Vincent      | Dick          |
| Ruthelma Stevens   | Rita          |
| C. Aubrey Smith    | Jerome Cedric |
| Arthur Housman     | Serge         |
| William V. Mong    | Burkehart     |
| James Thomas       | Prins Carlos  |